# Vincenzo Lavigna
Vincenzo Lavigna (Altamura, 21 febbraio 1776 – Milano, 14 settembre 1836) è stato un compositore italiano.

## Biografia
Compì gli studi di canto e composizione al Conservatorio di Santa Maria di Loreto di Napoli, dove entrò all'età di dodici anni, sotto la guida di Fedele Fenaroli e Saverio Valente. Fu allievo di Giovanni Paisiello, che seguì a Parigi allorché questi ricevette da Napoleone l'incarico di riorganizzare la sua cappella privata. In seguito si trasferì a Milano, dove su raccomandazione di Paisiello poté rappresentare al Teatro alla Scala la sua prima opera, La muta per amore, che ottenne un brillante successo; divenne in seguito maestro concertatore nello stesso teatro e dal 1823 fu anche insegnante di solfeggio al conservatorio.
È noto per essere stato insegnante di Giuseppe Verdi, che si rivolse a lui (divenuto dal 1832 professore privato) dopo essere stato rifiutato dal conservatorio. Verdi conservò sempre una grande ammirazione per il Lavigna e rimase profondamente colpito quando ricevette la notizia della sua morte.
Le opere di Lavigna, rappresentate a Milano e in altre città del Nord Italia, di stampo tradizionale e influenzate dallo stile di Paisiello , ottennero solitamente un discreto successo.

## Composizioni

### Opere
- La muta per amore, ossia Il medico per forza, farsa giocosa, libretto di Giuseppe Maria Foppa, Milano, Teatro alla Scala, 14 giugno 1802
- L'idolo di se stesso, Ferrara, teatro Comunale, carnevale 1803
- L'impostore avvilito, melodramma giocoso, libretto di Luigi Romanelli, Milano, Teatro alla Scala, 11 settembre 1804 (libretto)
- Eraldo ed Emma, libretto di Gaetano Rossi[4] (o Luigi Romanelli[1]), Milano, Teatro alla Scala, 8 gennaio 1805 (attribuzione dubbia, opera incompiuta di Simone Mayr completata in collaborazione con Ferdinando Orlandi)
- Coriolano, libretto di Luigi Romanelli, Torino, Théâtre Impérial (ex-Teatro Regio), 20 gennaio 1806 con Gaetano Crivelli
- Hoango, dramma per musica, libretto di Gian Domenico Boggio, Torino, Théâtre Impérial (ex-Teatro Regio), carnevale 1807[6] (poi ripresa come Orcamo con il libretto di Luigi Romanelli al Teatro alla Scala di Milano il 28 febbraio 1809[4])
- Le metamorfosi, dramma eroicomico in 1 atto, libretto di Giuseppe Maria Foppa, Venezia, Teatro la Fenice, 11 aprile 1807 (libretto)
- Di posta in posta, melodramma giocoso in due atti, libretto di Luigi Romanelli, Milano, Teatro alla Scala, 2 luglio 1808
- Palmerio e Claudia, dramma per musica in due atti, libretto di Luigi Romanelli[7][8] (o P. L. Raby[4]), Torino, Théâtre Impérial (ex-Teatro Regio), 20 gennaio 1809
- Zaira (attribuzione dubbia, forse eseguita a Firenze nel 1809[4])
- Chi s'è visto, s'è visto, dramma per musica in due atti, libretto di Angelo Anelli, Milano, Teatro alla Scala, 23 aprile 1810

### Balli
- Gengis-Kan, con coreografia di Antonio Monticini, Milano, Teatro alla Scala, 17 agosto 1802
- Emilio e Carolina, ossia La fortunata riconciliazione, con coreografie di Antonio Monticini, Milano, Teatro alla Scala, 2 aprile 1804
- Ballabili per Teseo, cantata di Vincenzo Monti con musica di Vincenzo Federici, (in collaborazione con A. Rolla) Milano, Teatro alla Scala, 3 giugno 1804

### Altro
- Mottetto a più voci e strumenti
- Tacete, oh Dio, lirica per canto e pianoforte